# Volgograd Arena
Volgograd Arena (rusky Волгоград Арена) je víceúčelový stadion sloužící zejména pro fotbal ve Volgogradě. Pojme 43 713 diváků. Domácí zápasy zde hraje fotbalový klub FC Rotor Volgograd. Stadion byl postaven v letech 2014 až 2018 na místě původního Centrálního stadionu z roku 1962, který byl zbořen.
Stadion hostil některé zápasy Mistrovství světa ve fotbale 2018.